# خانه‌های بریم شماره ۲۳۲
خانه‌های بریم شماره ۲۳۲ مربوط به دوره پهلوی دوم است و در آبادان، منطقه مسکونی بریم، پلاک ۲۳۲ واقع شده و این اثر در تاریخ ۱۲ شهریور ۱۳۸۶ با شمارهٔ ثبت ۱۹۴۷۲ به‌عنوان یکی از آثار ملی ایران به ثبت رسیده است.